# Kunda (Fluss)
Der Kunda-Fluss (estnisch Kunda jõgi) ist ein Fluss im estnischen Kreis Lääne-Viru.
Er entspringt etwa 1,5 km nördlich des Dorfs Roela (Gemeinde Vinni) und mündet in den Finnischen Meerbusen in die Ostsee. Mit einer Länge von 69 km ist er der längste Fluss Nordestlands. Der Oberlauf befindet sich auf dem Höhenzug Pandivere.
Weitere Namen für den Kunda-Fluss sind Võhu jõgi (Oberlauf), Põlula, Sämi und Semmijõgi (Mittelstück).
Der Kunda-Fluss ist für seinen Reichtum an Bachforellen bekannt.